# グワィニャオン
グワィニャオンは日本の劇団。主宰の西村太佑が作・演出を務める。

## 概要
2001年5月に旗揚げ
。『娯楽精神と活劇魂』をモットーに、年1・2回の本公演の他、外部出演やイベントなどで活動している。
2006年、若手演出家コンクール2006 優秀賞受賞 （受賞作品：みどりのおばさん現る！）。
2008年、お台場SHOW-GEKI城 Ｔ★１演劇グランプリ決勝大会 グランプリ受賞 （受賞作品：「音小増と殻少女」改め「IのMEMORIES」）。
2014年、グリーンフェスタ2014　BIG TREE THEATER賞受賞 （受賞作品：Dear...私様）。

## メンバー
- 西村太佑
- 渡辺利江子
- 池上リョヲマ
- 平塚純子
- 尾形雅宏
- 熊木拓矢
- 笠田康平
- 一色彩世

## 作品
- 2001年 5月 - 『Aくんメモ』 第1回本公演 （新宿：SPACE107）
- 2001年11月 - 『HELLO Heavon〜挙手でお願いします〜』 第2回小空間特別公演 （阿佐ヶ谷：スタジオはるか）
- 2002年 1月 - 『テルさんは笑わない』 第3回本公演 （新宿：SPACE107）
- 2002年 5月 - 『Gの憂鬱〜疾刻篇〜』 第4回本公演 （新宿：シアターモリエール）
- 2002年 8月 - 『帝の音、夜に華やぐ怒り・・・』 第5回小空間特別公演 （銀座：銀座小劇場）
- 2002年12月 - 『空飛ぶフ〜ちゃん』 第6回小空間クリスマス公演 （中野・ウエストエンドスタジオ）
- 2003年 3月 - 『家族の使者』 第7回ニューフェイス特別公演 （六本木：アトリエフォンテーヌ）
- 2003年 5月 - 『音oto小僧！』 第8回本公演 （新宿：SPACE107）
- 2003年12月 - 『番外　池田屋・裏』 第9回本公演 （新宿：SPACE107）
- 2004年 5月 - 『第五陣　戦う戦』 第10回本公演 （新宿：SPACE107）
- 2004年11月 - 『ニ.ン.ゲ.ン.開化論』 第11回本公演 （新宿：SPACE107）
- 2005年 6月 - 『生きてるうちが華なのよ Re-Living』 第12回本公演 （池袋：東京芸術劇場小ホール1）
- 2005年10月 - 『お〜い！竜馬-青春篇-』 グワィニャオンPRESENTS 三又忠久プロデュース公演 （新宿：シアターサンモール）
- 2006年 4月 - 『Dear...私様』 第13回本公演 （池袋：東京芸術劇場小ホール1）
- 2006年11月 - 『みどりのおばさん現る！』 第14回本公演 （池袋：東京芸術劇場小ホール1）
- 2007年 2月 - 『ないでこ』 第15回特別公演 （下北沢：「劇」小劇場）
- 2007年 3月 - 『「Aくんメモ」＆「帝の音、夜に華やぐ怒り・・・」』 第16回Double Feature公演 （新宿：シアターモリエール）
- 2007年 9月 - 『Oji〜ヘンテコリンなわんぱくおじさん〜』 グワィニャオン+岩山T★Threeプロデュース公演 （吉祥寺：前進座劇場）
- 2007年12月 - 『「音小増と殻少女」改め「IのMEMORIES」』 第17回年またぎ特別公演 （お台場：フジテレビ1Fマルチサアター）
- 2008年 6月 - 『黒子ノ譲志』 第18回怪鳥音一座水無月公演 （池袋：東京芸術劇場小ホール1）
- 2008年 8月 - 『いつか二人もサランヘヨ！！』 グワィニャオン×愛川企画室 （中目黒：ウッディーシアター）
- 2008年11月 - 『お〜い！竜馬【青春篇ザ・ファイナル】』 マッチョドラゴン×グワィニャオン （新宿：シアターサンモール）
- 2009年 1月 - 『番外　池田屋・裏』 第19回本公演 （池袋：東京芸術劇場小ホール1）
- 2009年 6月 - 『盗聴されてるッ』 グワィニャオン09夏季特別公演 （大塚：萬劇場）
- 2010年 2月 - 『女女女ニョニョニョ』 グワィニャオン アマゾネス （阿佐ヶ谷：アルシェ）
- 2010年 9月 - 『闘争×ホルモンTackleBagタックルバッグ』 グワィニャオン+岩山T★Three第2弾 （六本木：俳優座劇場）
- 2012年 3月 - 『池田屋・裏2012』 グワィニャオン10周年特別番外公演 （天王洲アイル：銀河劇場）
- 2012年 6月 - 『「Aくんメモ」＆「帝の音、夜に華やぐ怒り・・・」』 RHYTHM COLLECTION×グワィニャオン共同プロジェクト公演 （中野：ザ・ポケット）
- 2012年12月 - 『生きてるうちが華なのよ』 グワィニャオン年の瀬特別公演 ハグワィベル・シアター[5]PART1 （大塚：萬劇場）
- 2013年 5月 - 『マイ・セブン VOLTAGE WORLD』 グワィニャオンPresents 他団体に提供した作品をグワィでやってみよう公演 （大塚：萬劇場）
- 2014年 2月 - 『Dear...私様』 グワィニャオンPresents 3団体コラボ公演ハグワィベル・シアター[5]PART2 （池袋：BIG TREE THEATER）
- 2014年11月 - 『「女女女ニョニョニョ」&「Tポーズお願いします」』 グワィニャオン短編二本立て劇場 （大塚：萬劇場）
- 2015年 8月 - 『-奇譚-地獄たられば』 （上野ストアハウス）
- 2015年12月 - 『ほたえな-胸中が猿-』 （大塚：萬劇場）
- 2016年11月 - グワィニャオン15周年二本立て公演『「みどりのおばさん現る メランコリー白書」&「マイセブン」』（萬劇場）